# (30435) 2000 LB29
2000 أل بي 29 (ويعرف أيضًا باسم (30435) 2000 أل بي 29 وفق تسمية الكوكب الصغير) (بالإنجليزية: 2000 LB29)‏ هو كويكب ضمن حزام الكويكبات؛ وترتيبه 30435 من حيث الاكتشاف.
اكتُشف هذا الجُرم الفلكي بواسطة مرصد لويل للبحث عن الأجرام القريبة من الأرض في 9 يونيو 2000.

## وصلات خارجية
- (30435) 2000 LB29 في قاعدة بيانات مختبر الدفع النفاث لأجرام النظام الشمسي الصغيرة

- الاكتشاف · مخطط المدار ·  العناصر المدارية · المعلمات المادية

- (30435) 2000 LB29 على موقع ويكي سكاي: DSS2, SDSS, GALEX, IRAS, Hydrogen α, X-Ray, Astrophoto, Sky Map, Articles and images